# Залізна вдова
«Залізна вдова» (англ. Iron Widow) — канадський підлітковий науково-фантастичний роман 2021 року, написаний канадською письменницею Сіжань Джей Чжао. Роман являє собою переосмислення з елементами «меха» історії становлення китайської імператриці У Цзетянь, що відбувається в країні Хуася, футуристичній інтерпретації середньовічного Китаю.
«Залізна вдова» стала бестселером за версією «Нью-Йорк таймс» у жовтні 2021 року Вона отримала премію Британської науково-фантастичної асоціації 2021 року як «Найкраща книга для юних читачів» і була номінована на дві премії «Локус» 2022 року та «Провідна зірка» 2022 року як найкраща книга для підлітків.

## Сюжет

### Світ роману
Нація Хуася, футуристичне переосмислення середньовічного Китаю, постійно зазнає нападів комахоподібних інопланетян хундунів. Завдяки допомозі таємничих і невидимих богів, Небесної Ради, 2 тис. років тому людство оговталося від руйнівної атаки, збудувало Велику стіну і цивілізацію всередині вдалося відновити. Люди навчилися збирати «духовний метал» з тіл переможених хундунів для створення мехів, які називаються хризалідами. Ці механізми мають декілька форм, між якими здатні швидко перемикатися, якщо пілоти вивільняють багато енергії ці. Кожна хризаліда має асоційований з нею тип ці, що відповідає елементу у-сін, і силою цієї ці вона тимчасово трансформується в «висхідну» чи «героїчну» форму.
Хризалідами через нейроінтерфейс керують молоді люди з сильним духом, які можуть вивільняти свою ці (таких усього 3 % від загального населення). У кожній хризаліді є два пілота: ян (чоловік) та їнь (жінка, також звана «наложницею»). Вони повинні володіти енергією різних елементів, щоб трансформувати хризаліду. Жінки забезпечують чоловіків додатковою ці, зазвичай ціною власного життя. Пілоти-чоловіки сприймаються як герої, їхні битви проти хундунів демонструються в ЗМІ. Найсильнішим пілотом-чоловіком в історії був легендарний імператор Цінь Ши Хуан-ді, який, за чутками, заморозив себе в анабіозі в хризаліді, «Жовтому Драконі», щоб запобігти хворобі. Місце сховку «Жовтого Дракона» тепер перебуває на зайнятій хундунами території.

### Дія
Ву Дзетянь записується в наложниці, щоб помститися за свою старшу сестру, яка вступила до війська та загадково загинула ще до того, як сіла в хризаліду. Вона ображена на свою родину, що сприймає дочок лише як майбутніх наложниць, які є джерелом грошей. Ву Дзетянь закохана в заможного друга дитинства, Гао Ічжи, проте вважає, що його батьки не дозволять одружитися з дівчиною селянського походження. Ічжи розуміє, що Дзетянь прагне знайти і вбити пілота хризаліди, з яким мала служити її сестра. Він відмовляє її від цього, але Дзетянь непохитна.
Дзетянь знаходить Ян Ґвана, який пілотує хризаліду «Дев'ятихвоста лисиця» і вбив її сестру. Дівчина планує при нагоді вбити його шпилькою для волосся, для чого фліртує з ним. Зрештою Ґван обирає її для пілотування при раптовому нападі хундунів. Під час виконання завдання за межами Великої стіни Дзетянь бачить спогади про багатьох дівчат, з яких знущався Ґван. Дзетянь перемагає його, створивши з «духовного металу» броню та меч, яким смертельно пронизує Ґвана. Завдяки цьому її називають «залізною вдовою».
Щоб тримати Дзетянь під контролем, її зводять з найсильнішим чоловіком-пілотом, військовозобов'язаним злочинцем Лі Шимінем, який пілотує хризаліду «Жар-птах». Вона та Шимін стають збалансованими партнерами, і їхній ментальний зв'язок змушує їх більше дізнаватися одне про одного. Дзетянь дізнається, що Шимін убив свою родину за групове зґвалтування молодої жінки. Він також страждає від алкоголізму, чим армія користується, щоб контролювати його. Хоча їхні стосунки починаються як вистава для публіки, обоє взаємно закохуються. Коли їх переселяють до столиці, Ічжи користується своїм впливом, щоб допомогти Дзетянь у навчанні та вберегти її живою. Ічжи допомагає Шиміну позбутися своєї залежності, та зближується з Дзетянь. Всі троє таємно вступають у поліамурні стосунки.
В одній з битв, яка транслюється по телебаченню, Ічжи віддає свою ці, щоб допомогти пілотам «Жар-птаха» перемогти величезного хундуна, але виживає. Трійця підозрює, що хризаліди спроєктовані для забезпечення виживання чоловіків-пілотів. Шимін і Дзетянь катують високопоставленого чиновника, який зізнається, що дівчата так само схильні до генерування ці, як і хлопці, але система підлаштована віддавати перевагу виживанню першого пілота.
Під час контратаки на втраченій території інша хризаліда намагається вбити пілотів «Жар-птаха» за таємним наказом уряду. Шимін катапультує Дзетянь та Ічжи з кабіни пілотів і сам керує хризалідою, через що гине. Дзетянь відчайдушно шукає імператора Цінь Ши Хуан-ді, звернувшись за допомогою до кочівників на втраченій території. Вона пробуджує Хуан-ді з анабіозу та пропонує вилікувати його хворобу в обмін на пілотування його «Жовтого Дракона». Той погоджується і вони легко перемагають зустрічних хундунів та вороже налаштованих хризалід. Потім вона спрямовує армію та Капітолій, руйнуючи центральну командну вежу та розкриваючи ЗМІ правду про систему другого пілота. Цзетянь стає новою правителькою Хуася, «імператрицею У», і разом з Ічжи змушує супротивників підкоритися.
Дзетянь намагається забрати тіло Шиміна, але Небесна Рада вже забрала його раніше. Секретний урядовий документ показує, що Хуася розташовано не на Землі, а на іншій планеті, колонізованій людьми. Хундуни є місцевим видом, який захищається від вторгнення людей. Перш ніж Дзетянь зможе поділитися цим відкриттям з громадськістю, Небесна Рада повідомляє їй, що воскресить Шиміна в обмін на службу.

## Персонажі
- Ву Дзетянь
- Лі Шимінь
- Гао Ічжи
- Гао Цю
- Сима I
- Ань Лушань
- Дуґу Цєло
- Чжу Юаньчжан
- Ма Юхуань
- Ян Цзянь
- Цінь Ши Хуан-ді
- Ян Ґуан

## Створення
Сіжань Джей Чжао (небінарна особа, використовує займенник «вони») у березні 2020 підписали угоду з видавництвом Penguin Teen Canada на видання двох книг для підлітків. Це мала бути серія, яка переосмислює історію давнього Китаю. Чжао описує «Залізну вдову» як «поєднання моєї любові до аніме та до китайських гаремних драм». Джерелами натхненням для «Залізної вдови» послугували численні аніме, такі як «Євангеліон», «Атака титанів» і серіал про діґімонів.
В інтерв'ю Publishers Weekly Чжао заявляли, що «в історії Китаю немає жодної іншої жінки, чия кар'єра в гаремі була б такою ж знаковою, як у неї… Було неймовірно цікаво переосмислити її як селянську дівчинку-підлітка в надзвичайно мізогіністичному світі, яка раптом отримує доступ до гігантських бойових машин — як би вона змінила свій світ?»
Українською мовою роман вийшов у українському видавництві Vivat (переклад Юлії Шекет). Додатковий наклад українського видання «Залізної вдови» згорів унаслідок російської атаки на Харків 25 травня 2024 року.

## Продовження
Спочатку Сіжань Джей Чжао оголосили, що продовження під заголовком «Небесний тиран» вийде навесні 2023 року, однак пізніше вони оголосили, що реліз буде відкладений до 30 квітня 2024 року. Раніше вони натякнули у своєму блозі на Tumblr, що роман «буде частковим переказом „Трицарства“».

## Екранізація
У вересні 2022 року компанія Picturestart придбала права на екранізацію «Залізної вдови». Було оголошено, що Джей Сі Лі був найнятий для написання сценарію, а продюсерами фільму стануть Ерік Фейґ, Джессіка Свитч і Джулія Гаммер.